# Michael Ferris
Michael Ferris (* 29. Januar 1961) ist ein US-amerikanischer Drehbuchautor.

## Leben
Ferris begann seine Karriere als Drehbuchautor unter Verwendung des Pseudonyms Henry Dominic zusammen mit seinem Kollegen John D. Brancato. Ihr erster Film war Watchers 2 – Augen des Terrors aus dem Jahr 1990. Es folgten weitere gemeinsame Projekte im Bereich des Horror- und Science-fiction-Films, die alle im Low-Budget-Bereich angesiedelt waren. Der Thriller Das Netz aus dem Jahr 1995 war ihre erste größere Hollywood-Produktion.
Bis heute arbeiten Ferris und Brancato zusammen. Zu ihren aus Budget-Perspektive größten Projekten gehörten Terminator 3 – Rebellion der Maschinen (2003) und Terminator: Die Erlösung (2009). Für ihr Drehbuch zu Catwoman wurden die beiden 2005 mit der Goldenen Himbeere in der Kategorie Schlechtestes Drehbuch ausgezeichnet.

## Filmografie (Auswahl)
- 1990: Watchers 2 – Augen des Terrors (Watchers II)
- 1990: Bloodfist II
- 1990: Brain Slasher (Mindwarp)
- 1990: Flight of the Black Angel
- 1991: Unborn – Kind des Satans (The Unborn)
- 1991: The Thing (Severed Ties)
- 1991: Femme Fatale
- 1992: Into the Sun
- 1992: F-117 A Stealth-War (Interceptor)
- 1995: Das Netz (The Net)
- 1997: The Game
- 2003: Terminator 3 – Rebellion der Maschinen (Terminator 3:Rise of the Machines)
- 2004: Catwoman
- 2007: Die Fährte des Grauens (Primeval)
- 2009: Terminator: Die Erlösung (Terminator Salvation)
- 2009: Surrogates – Mein zweites Ich (Surrogates)
- 2015, 2018: Die Simpsons (Fernsehserie, 2 Folge)
- 2016: Dead Rising: Endgame
- 2017: The Hunter’s Prayer